# Hougang (köpinghuvudort i Kina, Hubei Sheng, lat 30,52, long 112,38)
Hougang är en köpinghuvudort i Kina. Den ligger i provinsen Hubei, i den centrala delen av landet, omkring 180 kilometer väster om provinshuvudstaden Wuhan. Antalet invånare är 69 968. Befolkningen består av 34 813 kvinnor och 35 155 män. Barn under 15 år utgör 12,0 %, vuxna 15-64 år 78 %, och äldre över 65 år 9,0 %.
Runt Hougang är det tätbefolkat, med 913 invånare per kvadratkilometer. Hougang är det största samhället i trakten. 
Genomsnittlig årsnederbörd är 1 247 millimeter. Den regnigaste månaden är maj, med i genomsnitt 183 mm nederbörd, och den torraste är december, med 19 mm nederbörd.